# گروه ترنسکام
گروه ترنسکام (انگلیسی: Transcom Group) شرکت خوشه‌ای بنگلادشی است، که در سال ۱۹۸۵ تأسیس شد.